# Манфред Вьорнер
Манфред Херман Вьорнер (на немски: Manfred Hermann Wörner, 24 септември 1934, Щутгарт – Бад Канщат – 13 август 1994, Брюксел ) е германски политик и дипломат.
Бил е министър на отбраната на Западна Германия между 1982 и 1988 г. След това служи като седми генерален секретар на НАТО от 1988 до 1994 г. По времето на неговата дейност като генерален секретар приключва Студената война и Германия се обединява.

## Памет
На Манфред Вьорнер е наречена улица в кварталите „Кръстова вада“ и „Манастирски ливади“ в София (Карта).